# SporTV News
SporTV News é um telejornal diário do canal brasileiro SporTV.